# Chambon, Cher
Chambon là một xã thuộc tỉnh Cher trong vùng Centre-Val de Loire miền trung Pháp.

## Dân số
| 1962                                | 1968 | 1975 | 1982 | 1990 | 1999 | 2006 |
| ----------------------------------- | ---- | ---- | ---- | ---- | ---- | ---- |
| 215                                 | 231  | 195  | 143  | 122  | 134  | 147  |
| Từ năm 1962 Dân số không tính trùng |      |      |      |      |      |      |